# Jorge González Camarena
Pour les articles homonymes, voir Camarena (homonymie).
Jorge González Camarena (né le 24 mars 1908, mort le 24 mai 1980) est un peintre et sculpteur mexicain.
Il est en particulier connu pour ses peintures murales et comme membre du mouvement muraliste mexicain. Ses œuvres les plus connues sont la peinture murale du bâtiment principal de l'Institut de technologie et d'études supérieures de Monterrey, et celle de l'Université de Concepción intitulée Presencia de América Latina.

## Œuvre

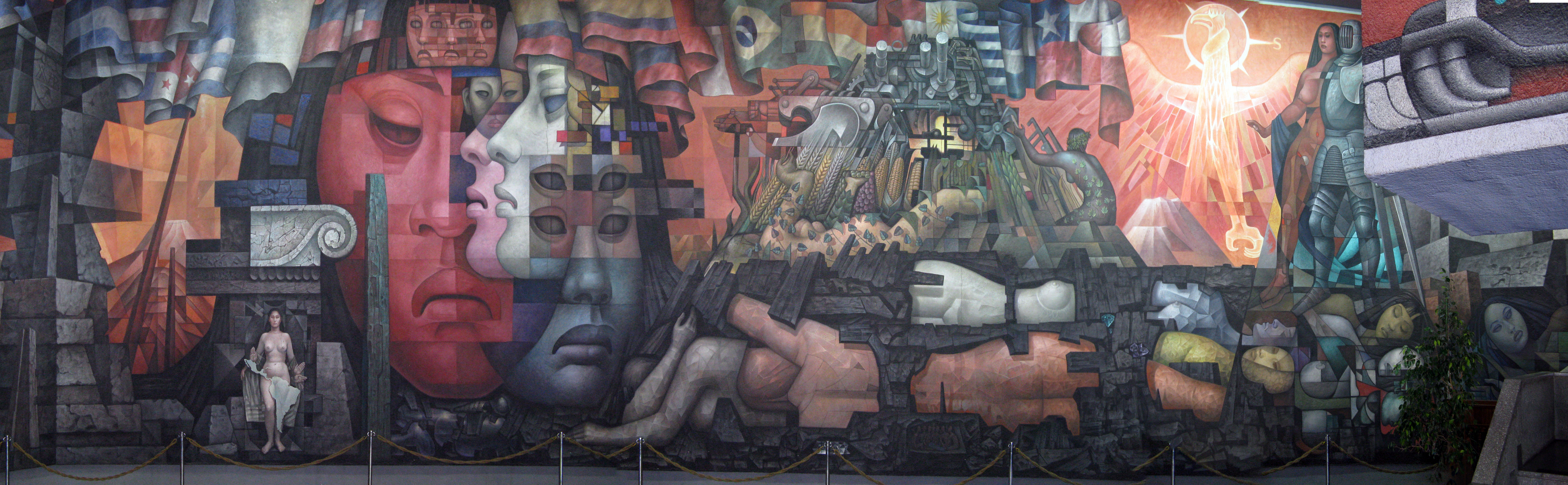
Presencia de América Latina (1965).